# پراگرسیو راک
پراگرسیو راک (به انگلیسی: Progressive rock)، که با نام پراگ راک یا پراگ نیز شناخته می‌شود، زیر شاخه‌ای از راک است که در اواسط دههٔ ۱۹۶۰ و اواخر دههٔ ۱۹۷۰ در بریتانیا شکل گرفت و در کشورهای آلمان، ایتالیا و فرانسه توسعه یافت. این سبک توسعه‌یافتهٔ سایکدلیک راک بوده و از آن سرچشمه گرفته‌است، و همانند آرت راک، تلاش می‌کند ارزش‌های هنری و اعتبار موسیقی راک را ارتقا دهد. گروه‌های موسیقی تک‌آهنگِ پاپِ کوتاه را به سودِ تنظیم آهنگ و تکنیک‌های ترکیبیِ مرتبط‌تر با جاز یا موسیقی کلاسیک رها کردند تا به موسیقی راک همان سطح از پیچیدگی و پیشرفت و اهمیت موسیقی را ببخشند. آهنگ‌ها با مجموعه آهنگ‌هایی جایگزین شدند که اغلب ۲۰ تا ۴۰ دقیقه زمان داشتند و شامل تأثیرات سمفونی، زمینه موسیقی گسترش یافته، فضای خیالی، متن ترانه و ارکستراسیون پیچیده بودند. منتقدان موسیقی، که اغلب مفاهیم راک را «دهان پر کن» و آوا را «افراطی» می‌خوانند، با این سبک دشمنی داشته یا تماماً آن را رد می‌کنند.
پراگرسیو راک سراسر دههٔ ۱۹۷۰، به‌ویژه اواسط این دهه شاهد محبوبیت بسیار زیادی بود. گروه‌های موسیقی چون جترو تال، مودی بلوز، پینک فلوید، یس، کینگ کریمسون، جنسیس و امرسون، لیک اند پالمر (ئی‌ال‌پی) از گروه‌های موسیقی بسیار تأثیرگذار این سبک بودند. هر چند گروه‌های اغلب تأثیرگذارِ دیگری هم بودند که موفقیت تجاری کمتری به‌دست آوردند. محبوبیت این سبک در نیمهٔ دوم همان دهه کمرنگ شد. این گونه برداشت می‌شود که رشد پانک راک علت کمرنگ شدن محبوبیت این سبک باشد، اگر چه در واقعیت عوامل دیگری هم دست داشتند. گروه‌های پراگرسیو راک در دههٔ ۱۹۸۰ هم با تغییر ترکیب و ساختارهای جمع و جور ترانه موفقیت تجاری خوبی به‌دست آوردند.
این سبک در دههٔ ۱۹۶۰ رشد کرد که دههٔ اسپیس راکِ پینک فلوید و گروه‌های موسیقی تجربیِ راک کلاسیک مانند مودی بلوز، پروکل هارم و نایس بود. دوران طلایی بیشتر گروه‌های موسیقی برجستهٔ دههٔ ۱۹۷۰ این سبک به «سمفونی پراگ» ختم می‌شود، که در آن ارکستراسیون کلاسیک و تکنیک‌های ترکیبی با موسیقی راک رواج یافتند. زیرسبک‌های دیگری هم هستند، نئو پراگرسیو راک دههٔ ۱۹۸۰ که بیشتر از همه در دسترس است، کنتربری سین دههٔ ۱۹۶۰ و ۱۹۷۰ که متأثر از جاز است، و جنبشِ راک در اپوزیسیون که تجربی و سیاسی‌ترین سبک اواخر دههٔ ۱۹۷۰ و به بعد است. پراگرسیو راک سبک‌های تأثیر گرفته مانند کرت‌راک و پست-پانک دارد، همچنین با سبک‌های دیگر موسیقی راک ترکیب شده و زیرسبک‌هایی مانند نئو-کلاسیکال متال و پراگرسیو متال را ساختند. سبکی دیگر در قرن ۲۱ به وجود آمده که از پراگرسیو راک تأثیر گرفته و با نام نیو پراگ شناخته می‌شود.

## مشخصات
پراگرسیو راک در اصل به «راک کلاسیک» اشاره دارد که در آن یک گروه موسیقی با یکدیگر همراه یک ارکستر می‌نوازند، اما استفاده از این عبارت در طول زمان گسترش یافت که شامل جاز فیوژن سبکِ مایلز دیویس، چندین سبک متال و فولک راک، و گروه‌های موسیقی تجربی آلمانی می‌شود. پراگرسیو راک منسوب به سبک واحد نمی‌باشد بلکه یک رویکردی‌ست که عناصر سبک‌های گوناگون را ترکیب می‌کند. جِری اِوینگ، ویراستار مجله پراگ، توضیح می‌دهد که «پراگ فقط یک صدا نیست، یک طرز تفکر است»، و جان پتروچی، نوازندهٔ گیتار دریم تیتر، اشاره می‌کند که پراگرسیو راک با نبودِ مرزهای بسیارِ سبک‌شناسیِ خود تعریف شده‌است.
پیدایش آلبوم مفهومی و ریشه‌های این سبک در روان‌گردان، آلبوم‌ها و اجراها را به سمت ارائه ترکیبی از موسیقی، متن ترانه و آثار دیداری سوق می‌دهد. پراگرسیو راک ضرب مناسب رقصیدن را که سبک‌های پیشین راک را تعریف می‌کند رها می‌سازد و به احتمال زیاد نسبت به دیگر انواع موسیقی عامه‌پسند، بیشتر با ساختار ترکیبی، تنظیم آهنگ، هماهنگی و ریتم، و محتوای شعری تجربه می‌شود. این سبک می‌تواند نسبت به دیگر انواع موسیقی از شنونده بخواهد برای درک آن تلاش بیشتری کند.
موسیقی‌دانان در پراگرسیو راک معمولاً درجه بالایی از مهارتِ نوازندگی را نشان می‌دهند، اگر چه این همیشه صدق نمی‌کند. نه گرج لیک نه بز بورل هیچوقت نوازنده بیس پیش از آنکه این نقش وارد ترکیب کینگ کریمسون شود نداشتند. جفری هامند بخاطر سازگاری اجتماعی‌اش با جترو تال به این گروه موسیقی پیوست نه مهارت موسیقی او. ایان اندرسون، رهبر جترو تال، اینگونه می‌گوید: «جفری بخاطر اینکه نوازنده گیتار خوبی بود به گروه موسیقی وارد نشد، بلکه بخاطر این بود که یک نت را به سختی می‌نواخت». پینک فلوید و برایان اینو نمونه‌های قابل توجه از هنرمندانی هستند که قادرند ساختارهای پیچیده‌ای از بخش‌های ساده بسازند و هنرشناس هستند به این معنا که ساز آن‌ها همان استودیوی ضبط است.

### جنبه‌های موسیقی

#### سازهای مرسوم
گروه‌های موسیقی پراگرسیو راک اغلب از سازها به روش‌های مختلف از نقش‌های مرسوم‌شان استفاده می‌کنند. نقش بیس می‌تواند از وظیفه بخش ریتم مرسوم خود به یک ساز رهبر گسترش یابد. نوازنده‌های بیس اغلب خطوط آهنگی می‌نوازند که مستقل بوده و خوش آهنگ‌تر از خطوط معمولی باس هستند و روی ریشه آکورد تأکید می‌کند.

#### نوازندگی
مهارت‌های نوازندگیِ شخصی با توانایی فوق‌العاده، با پراگرسیو راک ارتباط نزدیک دارد طوری‌که نویسنده‌هایی مانند بیل مارتین به عنوان یک اصلِ تعریف آن را در نظر می‌گیرند و گروه‌های موسیقی مانند پینک فلوید را از این نظر مستثنی می‌دانند. مطبوعات انگلیسیِ راک به کیت امرسون لقب «The Hendrix of the keyboard» را داده بودند. کریس اسکوئر، بیس‌نواز گروه موسیقی یس، در تعریف دوبارهٔ نقشِ سازش در موسیقی راک و برای نوازنده‌های تحت تأثیر، در طیف وسیعی از سبک‌ها کمک کرد.

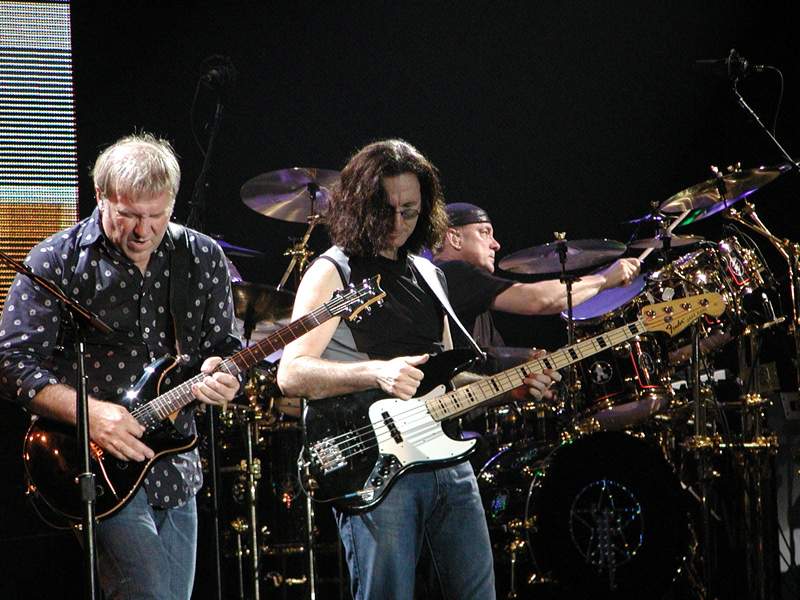
اجرای گروه موسیقی راش در ۲۰۰۴. (از چپ به راست الکس لایف‌سان، گدی لی و نیل پیرت)

برای موسیقی‌دانان بالاتر از حد متوسط آموزشِ رسمی دیدن غیرمعمول نیست. ریک ویکمن برای یک مدت در کالج سلطنتی موسیقی لندن تحصیل کرد، اما به علت افزایش تقاضا برای خدماتش به عنوان یک موسیقی‌دان دوره‌ای دانشگاه را ترک کرد. دیکسی درگس دانشجوی موسیقی دانشگاه میامی بود، جایی که نوازنده گیتار آن‌ها استیو مورس زیر نظر پت متنی تحصیل کرده‌است، و دریم تیتر که متشکل از دانشجویان کالج موسیقی برکلی بود. کارل پالمر، عضو ئی‌ال‌پی، در کالج موسیقی و نمایش گیلدهال تحصیل کرد. آنی هاسلام، عضو رنسانس، سوپرانو با پنج اکتاو محدودهٔ آواز را به صورت کلاسیک آموزش دیده‌است. خوانندهٔ جنسیس، فیل کالینز و خوانندهٔ کورود ایر، سنجا کریستینا لینوود در لندن تئاتر موزیکال اولیور! و هر را به ترتیب اجرا کردند.
نوازنده‌های این سبک غالباً در نظرسنجی‌های خوانندگان نشریاتی قرار می‌گیرند که برای موسیقی‌دانان تهیه می‌شود. مجله آمریکایی نوازنده گیتار نوازنده گیتار یس استیو هاو، نوازنده گیتار ارکستر ماهاویشنو جان مک‌لافلین، نوازنده بیس راش گدی لی، نوازنده گیتار دیکسی درگس استیو مورس، زمانی نوازندهٔ گیتار سافت مشین اندی سامرز، و فرانک زاپا را در فهرست گالریِ نوابغِ خود قرار می‌دهد؛ به برندگان هر دوره نظرسنجی جایزه تعلق می‌گرفت. مجلهٔ مدرن درامر به انتخاب خوانندگانش درامرهای فیل کالینز؛ استوارت کوپلند، درامر سابق کورود ایر؛ تری بوزیو، درامر فرانک زاپا و یوکی؛ وینی کولایوتا، درامر فرانک زاپا؛ بیل بروفورد درامر یس و کینگ کریمسون؛ کارل پالمر و نیل پیرت، درامرهای راش را در فهرست تالار مشاهیر قرار داده‌است. ویراستارهای مجلهٔ آمریکایی کیبورد نوازنده‌های ساز کلیدی جردن رودس، نوازندهٔ ساز کلیدی دریم تیتر؛ جان لرد، نوازندهٔ ساز کلیدی دیپ پرپل، شخصی که کنسرتو برای گروه و ارکستر را برایشان آهنگسازی کرد را در فهرست تالار مشاهیر نوازنده‌های ساز کلیدی خود قرار داده‌است. کریس اسکوئر یکی از برندگان مکرر نظرسنجی ملودی ساز، روزنامه هفتگی موسیقی پاپ/راک انگلستان، بود.

## تاریخچه

### نیو پراگ
نیو پراگ که با نام «نو پراگ» یا «پست-پراگ» هم شناخته می‌شود، واژه‌ای‌ست که در اواسط دههٔ ۲۰۰۰ برای توصیف تعدادی از گروه‌های موسیقی آلترنیتیو که عناصری از پراگرسیو راک را به این سبک وارد کردند پدیدار شد.

## بندهای پراگرسیو راک
از اواسط دهه ۱۹۶۰ میلادی که جهان موسیقی با ژانر پراگرسیو آشنا شد، همواره بندهای مختلفی در جهت گسترش این سبک و ساب‌ژانرهای آن تلاش کرده‌اند. از مهم‌ترین بندهای پراگرسیو راک تاریخ موسیقی میتوان به موارد زیر اشاره کرد. بندهای معرفی شده در این بخش، تعداد کمی از همه بندهای مؤثر در شکل‌گیری و پیشرفت ژانر پراگرسیو راک هستند. شما میتوانید برای دیدن لیست الفبایی، صفحه هنرمندان پراگرسیو راک را مطالعه کنید.
- کینگ کریمسون
- The Flower Kings
- پینک فلوید بعد از سید برت
- دریم تیاتر
- Liquid Tension Experiment
- تول
- امرسون، لیک اند پالمر
- راش
- جترو تال
- پورکیوپاین تری
- Van der Graaf Generator
- سوپرترمپ